# دعوا در کافه
دعوا در کافه (اسپانیایی: Riña en un café‎) یک فیلم اسپانیایی محصول ۱۸۹۷ میلادی است. این فیلم نخستین فیلم محصول اسپانیا است.